# Adam Aircraft

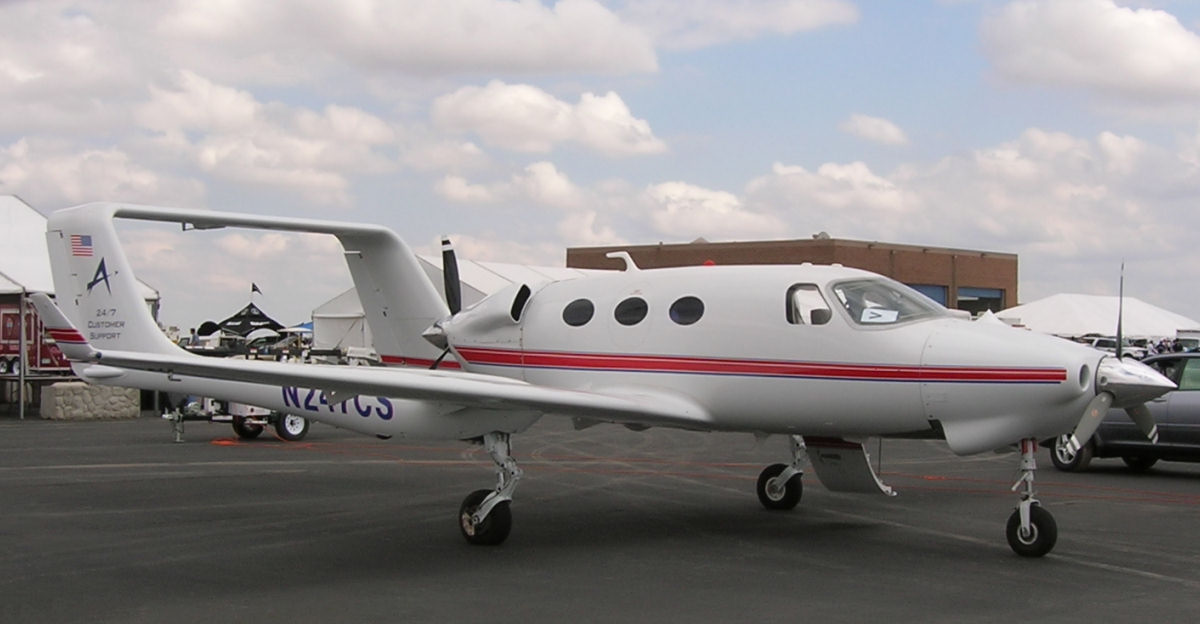
Adam A500

Adam Aircraft Industries (AAI) — американская авиастроительная компания основанная в 1998 году Джорджем Адамом мл. и Джоном Кнудсеном. Компания располагалась в аэропорту Centennial в Денвере, штат Колорадо.
Компания сертифицировала и производила двухмоторный поршневой самолёт Adam A500. Одновременно с этим велась разработка турбо-реактивного Adam A700. Предполагалось, что Adam A700 должен был занять свое место в нише ультра-легких реактивных пассажирских самолётов, но к закрытию компании работы по этой модели так и не были доведены до конца.
Один из первых самолётов Adam A500 с серийным номером 0002 снимался в сериале Майкла Манна Полиция Маями.
В августе 2006 года Adam Aircraft совместно с другими компаниями выиграла тендер на разработку конвертоплана следующего поколения. Несмотря на это 11 февраля 2008 года компания прекратила свою деятельность, а 15 февраля 2008 года объявила о банкротстве.
В апреле 2008 года активы компании были приобретены компанией AAI Acquisitions за $10 млн., ассоциированной с российской финансово- промышленно группой "Промышленные инвесторы". К моменту покупки компания имела заказ на поставку 322 самолетов Adam A700 на сумму порядка $800 млн. Не смотря на все усилия AAI Acquisition Inc. деятельность Adam Aircraft Industries восстановить не удалось и в апреле 2009 года компания полностью приостановила свою деятельность и уволила сотрудников.
В сентябре 2009 года компанией заинтересовался Томас Хью глава американской компании Triton America. На авиационном слете AirVenture в Ошкоше было объявлено о приобретении всех прав на интеллектуальную собственность и активов двух программ — А500 и А700. В отличие от финансово-промышленной группы "Промышленные инвесторы" и AAI Acquisitions, Triton America планировала сконцентрировать усилия на продвижении модели А500.

## Список самолетов
- Adam M-309 CarbonAero
- Adam A500
- Adam A700